# Apobletes macilentus
Apobletes macilentus är en skalbaggsart som beskrevs av Lewis 1900. Apobletes macilentus ingår i släktet Apobletes och familjen stumpbaggar. Inga underarter finns listade i Catalogue of Life.